# ضريح بير علمدار
ضريح بير علمدار (بالفارسية: آرامگاه پیرعلمدار) ضريح تاريخي عود إلى القرن الخامس الهجري، ويقع في دامغان. هذا المبنى هو قبر محمد بن ابراهیم، والد أبو حرب بختيار، منوجهري.